# Нагорена (Белохолуницкий район)
Нагорена — деревня в Белохолуницком районе Кировской области. Входит в состав Дубровского сельского поселения.

## География
Деревня находится на северо-востоке центральной части Кировской области, в северной части Белохолуницкого района. Абсолютная высота — 143 метра над уровнем моря.
Расстояние до районного центра (города Белая Холуница) — 44 км.

## Население
По данным всероссийской переписи 2010 года, численность населения деревни составляла 11 человек (мужчины — 5, женщины — 6).

## Инфраструктура
В деревне расположен сельскохозяйственный производственный кооператив «Восход».